# 司徒雷登故居
30°16′17″N 120°09′42″E / 30.2713937°N 120.1616561°E
司徒雷登故居位于中国浙江省杭州市拱墅区天水街道天水桥耶稣堂弄1-3号，由司徒雷登之父司徒尔建于1874年，为杭州建造时间最早的传教士住宅。司徒尔于1913年病逝于此，他的4个儿子都是在这间房子里出生，司徒雷登则是家中长子。司徒雷登曾在这间房子里度过十多年，1946年到访后就再没有回到杭州。

## 建筑历史

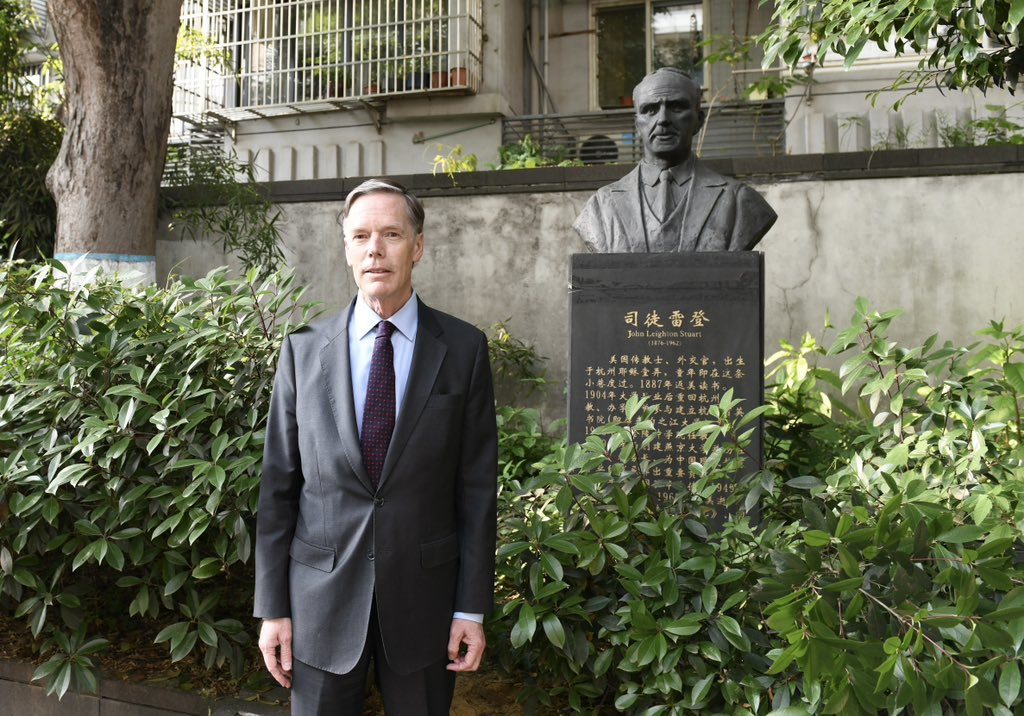
美国驻华大使尼古拉斯·伯恩斯在司徒雷登胸像前合影

司徒雷登故居是杭州最古老的外国传教士住宅，始建于1874年，占地面积239.4平方米，为美南长老会天水堂附属建筑。美南长老会布道团于1860年来到杭州时最初落脚于城隍山山上，后来因邻居排挤被迫离开，由浙江布政使卢定勋拨地10亩迁于天水桥畔今址。由于太平天国之乱中天水桥一带遭到战争蹂躏，当地民宅俱毁、土地荒芜，美南长老会虽然有地却没有一间可用的房子，传教士都要另外找民宅租住。1874年差会拨款并派遣司徒尔在内的传教士到杭州，先是营造简易房屋两间，后来拨款增加后拆毁平房修建了现在的天水堂，并在教堂后面修建了传教士住宅楼2幢。司徒尔从1875年开始主持天水堂，他的长子司徒雷登则是1876年6月24日出生在传教士住宅的2楼。
天水堂建筑原包括教堂、学校各一处及多幢传教士住宅，传教士住宅周围本来一片竹林，占地总面积4138.5平方米，如今仅存教堂和传教士住宅（即司徒雷登故居）一幢。故居包括两层的砖木结构中西合璧式楼房一幢及少许后搭建的附属用房，墙壁为白色。司徒雷登曾前后在此生活十余年，期间曾在杭州和周边地区传教、到教会学校任教，并参与之江大学的筹建。1949年后先后转交浙江省体育委员会、基督教三自爱国教会使用。改革开放以后作为教会员工宿舍使用，1985年被列为杭州市文物保护范围，2000年因为被教会认定为“危房”、“为了建单位宿舍”一夜之间遭到拆除、只剩下“两面残墙一堆断柱”，“拆下来的梁柱和楼板等原装木料，被连夜运到了湖州”。拆除发生后舆论哗然，所用木材也被追回，故居于2001年6月15日开始复建，并在燕京大学校友姚林杰倡议、杭州市长仇保兴批示下划归公有。
2001年杭州市园林文物局从教会手中购入故居，重新进行修缮。重建建筑为二层五开间，歇山顶、拱形窗，楼下、楼上分别有平台和阳台，周围有走廊。文物部门将其重新命名为“司徒雷登故居”，牌匾由燕京大学校友黄华题写，雷洁琼、费孝通、吴阶平、周南也有题字。2004年故居进入室内装修阶段，室内展陈设计则由燕京大学北京校友会和杭州名人纪念馆共同筹划。策展人员搜集了大量相关的历史影像，包括司徒雷登一家早年在杭州照片、燕京大学照片以及司徒雷登、傅泾波等人的合影，并且恢复了楼下的起居室、办公室兼书房、餐厅、卧室，二层为“司徒雷登的中国名流印象”专题陈列。2006年在燕京大学校友国仲元牵线下傅泾波子女傅铎若、傅海澜、傅履仁决定将自家收留的司徒雷登遗物转赠故居，其中包括国府褒奖令、杭州市长赠送的金钥匙、名人贺寿书法、博士袍和博士帽、藏书等等，司徒雷登“杭州市荣誉公民”证书也在后来转交故居。故居为迎接11月傅履仁到访在2楼设立“美国傅氏捐赠司徒雷登遗物”展室，并在司徒雷登故居前立起司徒雷登胸像。2011年，故居被列入浙江省文物保护单位。

## 司徒雷登在杭州

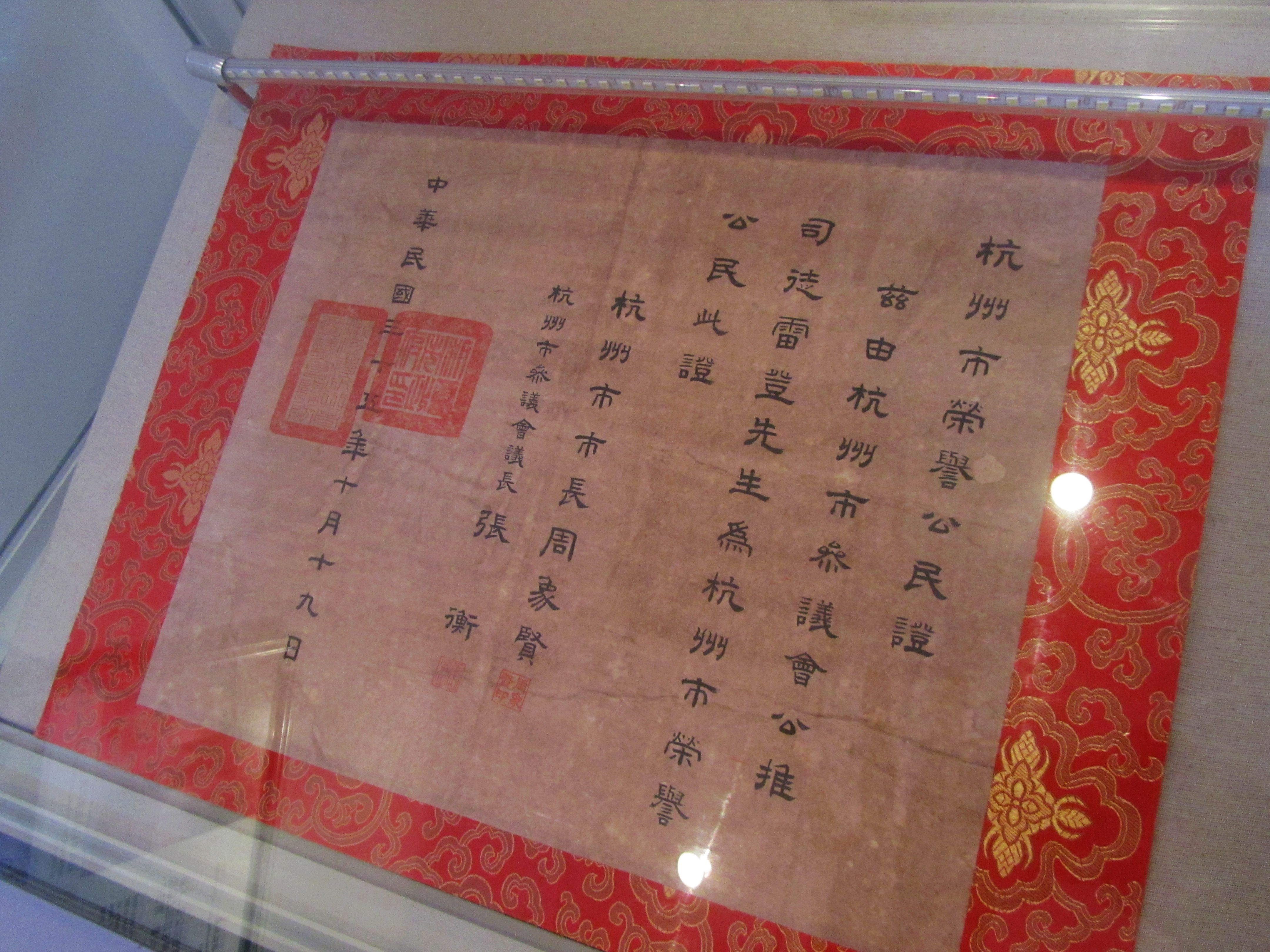
杭州市荣誉公民证书

司徒雷登在11岁之前成长于杭州，与父母一起居住在传教士住宅。由于家中的仆人、奶妈都是华人，司徒雷登的母语就是杭州话。司徒雷登几兄弟是教会仅有的外国小孩，因此从小备受宠爱，虽然他的家庭不常和外界来往，但他们几人却有少数几个中国玩伴相伴。司徒雷登在教会的关爱和母亲的教育下成长，童年跟随父亲到杭州街头或庙会传教，体验吃年夜饭、看社戏、元宵灯会、彩船游西湖等传统民俗，并且“极喜爱中国的饭菜、糖果和水果，尤其是当时盛行的为举行婚礼而精心安排的宴席”。1887年司徒尔一家乘船暂时回到美国休假，将孩子留在美国接受教育。1904年2月3日除夕，司徒雷登携妻子回到这里，在与父母重逢后又花了一年时间重新学习汉语，后来乘着一艘住家木船从杭州出发沿运河北上湖州乡间漂泊传教，并且参与了之江大学的筹建工作。在杭州及周边工作了三年半之后，司徒雷登前往南京金陵神学院任教，其父于1913年死于任。
在司徒雷登于1946年7月出任美国驻华大使后不久，时任杭州市市长周象贤邀请其重返故里。司徒雷登于10月18日上午抵达杭州笕桥机场，受到浙江省政府和杭州市民的热烈欢迎，随即下榻石塔桥儿外宾招待所，下午为葬在九里松的父母和弟弟扫墓。次日上午，访问耶稣堂弄故居和天水堂，并见到了当年的街坊邻居。为了迎接他的到来，杭州市政府特意将耶稣堂弄改名为司徒街。下午，到之江大学和基督教青年会演讲，在杭州基督教青年会接受了周象贤颁发的“杭州市荣誉公民”证书及金钥匙。20日到访为纪念其父建立的湖山堂，并在思澄堂吃中饭，下午游西湖，晚上周象贤为其在楼外楼践别。21日搭乘飞机离开杭州之后，司徒雷登就再没有回到杭州，直至死后骨灰于2008年安葬于杭州半山安贤园。